# Waldemar Kuleczka
Waldemar Kuleczka (ur. 11 października 1966 w Warszawie) – polski gitarzysta, kompozytor i producent muzyczny. Występował w zespołach Papa Dance, Person, Oddział Zamknięty, Big Bit, Stratosfera.

## Życiorys
W wieku przedszkolnym występował przy każdej możliwej okazji. Edukację muzyczną rozpoczął w warszawskiej podstawowej Szkole Muzycznej przy ul. Miodowej, a następnie przy ul. Namysłowskiej. Pierwszy zespół założył w siódmej klasie szkoły podstawowej. W 1981 podjął naukę w Technikum Mechanicznym, w którym udzielał się w zespołach muzycznych, następnie przeniósł się do Średniej Szkoły Muzycznej przy ul. Bednarskiej oraz Liceum Ogólnokształcącego. W 1983 powołał do życia poprockową grupę Beatris. W 1985 wystąpił z nią na festiwalu w Jarocinie. W 1986 roku Waldemar Kuleczka został wcielony do zespołu Papa Dance, z którym zagrał ponad 1000 koncertów w kraju i za granicą. Po rozpadzie Papa Dance w 1991 roku założył grupę Person, grającą melodyjną odmianę hard rocka. Grupa ta plasowała się w czołówce listy przebojów audycji radiowej i telewizyjnej Muzyczna Jedynka. Lata 1993/4–1996 to czas współpracy z zespołem Oddział Zamknięty. Kolejnym projektem Waldemara był zespół Vayk, którego był współzałożycielem. Poza Kuleczką zespół Vayk tworzyli Jarek Wajk (były wokalista Oddziału Zamkniętego) i Marek „Zefir” Wójcicki (ex-Exodus). Muzyczną inspiracją grupy Vayk była rockowa epoka lat 70. XX w.
W roku 1997 Waldemar Kuleczka reaktywował zespół Person w nowym składzie, z wokalistą Piotrem Gogolem (zwycięzcą programu Szansa na sukces z Edytą Bartosiewicz). W 1999 roku Waldemar Kuleczka powołał Big Bit, z którym daje wyraz fascynacji muzyką big beatową, koncertuje i wydaje płyty. W 2003 roku Waldemar Kuleczka powrócił do reaktywowanego zespołu Papa Dance. W 2007 stworzył jedyny w Europie Wschodniej festiwal muzyki The Beatles Beatlemania Festival, który od tamtej pory odbywa się co rok w Warszawie. Powołał do życia otwarty projekt muzyczny o nazwie Romantic Funk, gdzie jako gitarzysta basowy tworzy muzykę nawiązującą do lat 80. W latach 2014–2015 wraz z zespołem Papa Dance obchodził 30-lecie pracy scenicznej. Z tej okazji otrzymał wraz z zespołem od Ministra Kultury i Dziedzictwa Narodowego medal Zasłużony dla Kultury Polskiej, nagrodę Stowarzyszenia Autorów i Kompozytorów ZAIKS za 30-letnią twórczość oraz nagrodę Stowarzyszenia Artystów Wykonawców SAWP za 30-letni dorobek sceniczny.
W 2015 roku stworzył jedyne na świecie Muzeum Gitar „Defil”. Kolekcję można było zobaczyć w Muzeum Techniki w Pałacu Kultury i Nauki w Warszawie. Muzeum posiada stacjonarną siedzibę w Warszawie przy ulicy Wiktorskiej w salonach muzycznych „Pasja”.

## Dyskografia
- Nasz Ziemski eden, wyd: Tonpress, rok 1988
- Maxisingiel, wyd: Tonpress, rok 1988
- The best of Papa Dance vol1, wyd. Papa Music Service, rok 1990
- Nasz Ziemski eden reedycja, wyd: Koch International, rok: 1999
- Platynowa kolekcja Papa Dance, wyd: Point Music Music, rok: 1999
- Płyta insert do gazety TINA rok 2004
- Złota kolekcja, wyd: Pomaton EMI, rok: 2004
- Złota kolekcja reedycja, wyd: Pomaton EMI, rok: 2005
- Płyta insert do gazety NAJ rok.2005
- 1 000 000 Fanek nie mogło się mylić!!!, wyd: Warner Music Poland, rok 2005
- The Best Of Papa Dance, wyd: MTJ, rok: 2005
- reedycja płyty 1 000 000 fanek nie mogło się mylić!!!, wyd: Warner Music Poland, rok 2007
- Bezimienni wyd. Lemon Records rok 2008
- Bezimienni reedycja 2-cd wyd. Lemon Records rok. 2008
- Papa Loves Danc’e wyd. Fonografika 2013
- Papa D 35 lat wyd.Universal 2019

Person
- Czas miłości, wyd: Lion Records, rok: 1992
- Kto tu namieszał?, wyd: Roya, rok: 1993

Oddział Zamknięty
- Terapia  (promocja) wyd. Koch rok 1994
- Bezsenność, wyd: Ania Box Music, rok: 1995
- Ballady, wyd: Ania Box Music, rok: 1997

Big Bit
- Big Bit 2000, wyd: GRUNDIG, rok: 2000
- Moje miejsce, wyd: BB Production, rok: 2003
- WALDEMAR KULECZKA & BIG BIT Pod prąd..., wyd: FONOGRAFIKA, rok: 2007
- BIG BIT THE BEATLES SHOW Universam 2012
- BIG BIT Nie jesteś sam Universam 2017